# A Boy Named Sue
Singles de Johnny Cash
Daddy Sang Bass
(1968) Get Rhythm
(1969)
Pistes de At San Quentin
San Quentin Peace in the Valley
A Boy Named Sue est une chanson de musique country écrite par Shel Silverstein et chantée par Johnny Cash en 1969.
Elle a également fait l'objet d'une autre traduction, légèrement différente, par Sanseverino sur son album Les Faux Talbins en 2009 (sous le titre original A boy named Sue).

## Histoire
En 1970, Joe Dassin adapte ce titre en français (Un garçon nommé Suzy, paroles de Pierre Delanoë) sur son album La Fleur Aux Dents. La même année, Shel Silverstein reçoit un Grammy Awards pour cette chanson.